# Johan Schrøder (erhvervsmand)
 Der er flere personer med dette navn, se Johan Schrøder.
Johan Schrøder (født 5. maj 1940 i Hellerup, død 5. april 2019 i Klampenborg, Taarbæk) var en dansk civilingeniør, erhvervsmand og godsejer.

## Radiometer
Han var søn af direktør, civilingeniør Carl Schrøder og hustru Lise f. Briem Ottar. Schrøder blev student fra Ordrup Gymnasium 1959 og civilingeniør 1968 fra Danmarks Tekniske Højskole. Indtil 1971 arbejdede Schrøder på Institut for Matematisk Statistik og Operationsanalyse på DTU.
Han var ejer af og direktør for Radiometer, som faderen havde været medgrundlægger af. I 1970 blev Johan Schrøder medlem af bestyrelsen og blev i 1973 administrerende direktør og koncerndirektør for Radiometer. I 1984 overtog Schrøder den bestemmende indflydelse i Radiometer, som 2004 blev solgt til den amerikanske koncern Danaher. Samtidig afgav Schrøder sine poster i virksomheden.

## Wejra-sagen
I 1968 blev Johan Schrøder medlem af bestyrelsen for maskin- og våbenfabrikken Wejra, og han avancerede til adm. direktør 1971, men forlod posten 1973, da han blev leder af Radiometer. I 1975 solgte Schrøder Wejra til den israelske våbenhandler Shlomo Zabludowicz via den danske stråmand Poul Bilgart. Det var ulovligt, da udenlandske magter eller individer ikke måtte eje danske våbenfabrikker.
Schrøder blev den 12. marts 1980 idømt en otte måneders betinget fængselsdom for skattesvig og overtrædelse af krigsmaterielloven i Frederiksberg Birkeret i sagen om salget af våbenfabrikken Wejra.
Det er senere kommet frem, at Blekingegadebanden overvågede både Wejra og fabrikkens ledelse herunder Johan Schrøder på grund af fabrikkens kontakter til Israel. Oplysningerne om fabrikkens direktører og bestyrelsesmedlemmer blev føjet til bandens såkaldte "Z-file" over zionistisk virksomhed og videregivet til Folkefronten til Palæstinas Befrielse.

## Senere virke
Radiometer og hans senere kapitalfond Axcel, hvor han var bestyrelsesformand, gjorde Schrøder til en af de rigeste i Danmark.
Han var 2001-05 formand for Dansk Industri og 1999-2008 formand for Verdensnaturfonden (WWF) i Danmark. Han var også bestyrelsesformand i Rockwool International. Schrøder var generalkonsul for New Zealand og blev 2004 Ridder af 1. grad af Dannebrogordenen.
I 2000 købte Schrøder Aggersvold, som han gennemrestaurerede og indrettede med moderne hestefaciliteter.
Han blev gift 1. gang 1964 (ægteskabet opløst 1981) med arkitekt Susanne Jane Black-Petersen, datter af arkitekt Mogens Black-Petersen, som tegnede Radiometers hovedsæde. 2. gang ægtede han 6. august 1983 (ægteskabet opløst) Mette Boisen (født 31. maj 1960), datter af værkfører Johannes Thomsen Boisen og hustru Edith Anne-Mane f. Hedelund. 3. gang ægtede han Marianne Nørgaard, nu Marianne Nørgaard Schrøder.[kilde mangler]